# Dieter Erler
Dieter Erler (Glauchau, 28 maggio 1939 – Chemnitz, 10 aprile 1998) è stato un calciatore tedesco orientale dal 1990 tedesco, di ruolo centrocampista.

## Palmarès

### Club

#### Competizioni nazionali
- Campionato tedesco orientale: 1

Wismut Karl-Marx-Stadt: 1959
Karl-Marx-Stadt: 1966-1967

#### Competizioni internazionali
- Coppa Piano Karl Rappan: 1

Karl-Marx-Stadt: 1968

### Individuale
- Calciatore tedesco orientale dell'anno: 1

1967